# Mount Odin, Östantarktis
Mount Odin är ett berg i Antarktis. Det ligger i Östantarktis. Nya Zeeland gör anspråk på området. Toppen på Mount Odin är 2 100 meter över havet, eller 598 meter över den omgivande terrängen. Bredden vid basen är 3,1 km.
Terrängen runt Mount Odin är kuperad åt sydost, men åt nordväst är den bergig. Trakten är obefolkad. Det finns inga samhällen i närheten. 